# 塩田平の民話
塩田平の民話（しおだだいらのみんわ）は、長野県東信地方の塩田平に数多くあるため池の造成由来する民話である。

## 舌喰池の民話
舌喰池の名前の由来は次の通りである。この池が造られた当時、水漏れにより十分に水をためることができなかったため池を改修することが決まった。その際に、池の土手に誰かを人柱として捧げなければ水がたまらないとする風説が広まった。くじにより村外れの一人暮らしの美しい娘が人柱に選ばれたが、この娘は人柱に選ばれたことを苦にし、人柱になる前日に舌を噛み切り池に身を投げて自ら命を絶った。それ以降、この池は｢舌喰池｣と呼ばれるようになった。

## 甲田池の民話
昔、甲田池に河童が住んでおり、池の土手につながれていたお百姓さんの馬を河童が池に引きずり込もうとしたところ、馬は驚き逆に河童を馬屋まで引きずってしまった。河童は頭の皿の水がなくなったために動けなくなったが、河童はお百姓さんに「助けてくれれば、家に祝い事がある時にお膳を用意する」と約束し、お百姓さんは河童を助けた。約束通り、河童は家に祝い事がある際には人数分のお膳を用意した。しかしある時、隣のおばあさんがお膳を隠してしまい、お百姓さんは河童にお膳を1つだけ返せなかった。それにより、河童のお膳は絶え、おばあさんの家は不幸な目にあったという。

## 小島大池の民話
小島大池には次のような話が伝わっている。元禄2年（1689年）、猪が田を荒らしたため、農民が空砲を1回撃ったところ、驚いた猪はこの池に飛び込み、5頭が死んでしまった。当時は生類憐れみの令が出されており、上田藩は、この池の東に死んだ猪を埋葬し猪の死の理由を記した木札を立てることを村人に命じたという。

## 山田池の歴史と民話
山田池は慶安3年（1650年）に2つの池を1つにまとめて造られたといい、この時の工事の指揮を執ったのが伊勢国の山田の人であったため、そこから池の名前がとられたとの伝承が残っている。この工事の際に、工事の設計書を見た上田藩は、堤が切れた時に城下に水の被害が及ぶことを懸念し、1尺（約30.3cm）堤を低くすることを命じた。江戸時代後期には養鯉や畔での薬草の栽培が行われた。

## 手洗池の名前の由来と歴史
昔、柳沢村に欅があった。幹が6メートルもある大きな欅であったが、ある年、欅の枝が折れ、翌年に天候が荒れて山林のほとんどが倒れてしまった。この年も欅の枝が折れ、翌年も天候が荒れたため欅に原因があるのではないかと村人は思うようになった。信濃国の武将の手塚光盛がこの地を通った際に、村人が光盛にこの話をしたところ、光盛は欅を倒して御神木にするように言った。これに従い、村人はこの池で手を清め欅を御神木にした。このことによりこの池は｢手洗池｣と呼ばれるようになった。
手洗池の名前の由来には次のような異説もある。弘法大師が前山寺を創立した際に、水たまりで手を洗い、後にこの水たまりの場所に池が造られた際にこのことにちなんで｢手洗池｣と呼ばれるようになったという。
また、この池は承応3年（1654年）に造られたとも言われている。水田の開発にあたってこの地が池に選ばれたのは良質の粘土が採れ、大洪水の際に土石流を抑止できるためと考えられている。